# Etchingham
Etchingham ist ein Dorf und zugleich eine Landgemeinde (Civil Parish) im Rother District der Grafschaft East Sussex im Südosten Englands.

## Geographie
Etchingham liegt in der Landschaft High Weald sowie innerhalb der gleichnamigen Area of Outstanding Natural Beauty. Die ländlich geprägte Ortschaft erstreckt sich in Form eines Straßendorfes entlang der in ost-westlicher Richtung durchführenden Hauptstraße. Parallel hierzu verläuft südlich des Ortes der River Dudwell. Er mündet unmittelbar östlich von Etchingham in den Fluss Rother, nur wenig flussabwärts des ihm von der gegenüberliegenden Seite zuströmenden River Limden.
Als Civil Parish umfasst Etchingham den namensgebenden Hauptort sowie eine Reihe von landwirtschaftlichen Gehöften. Benachbarte Gemeinden sind, beginnend im Norden und dann im Uhrzeigersinn Ticehurst, Hurst Green, Salehurst and Robertsbridge und Burwash. Etchingham hat eine Gemarkungsfläche von 13,338 Quadratkilometern, sowie, Stand 2011, 806 Einwohner.

## Geschichte

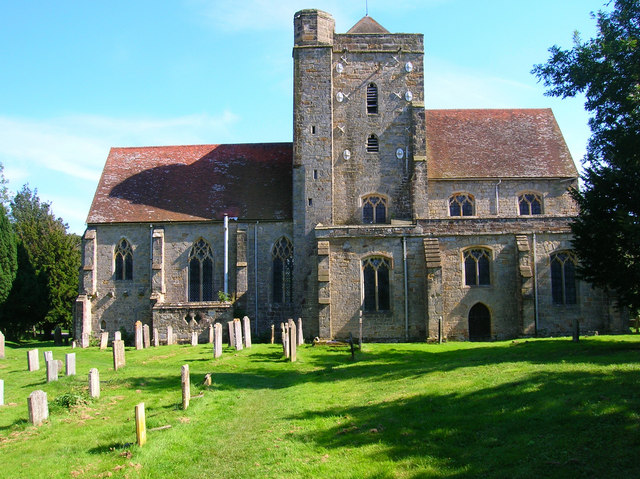
Pfarrkirche St. Nicholas and St. Mary.

Etchingham geht auf ein befestigtes Rittergut aus der angelsächsischen Zeit zurück. Der Name bezieht sich entweder auf eine Person Ecci oder auf das altenglische Wort ecen mit der Bedeutung groß. Im Zuge der normannischen Eroberung Englands ging die Burg nach 1066 auf einen Gefolgsmann Wilhelms I. über, dessen Familie sich De Achyngham nannte. Die Anlage ist heute nicht mehr vorhanden, sie lag im Bereich der heutigen Eisenbahnstrecke; der zugehörige Burggraben ist noch in Resten erkennbar. Auf einer Teilfläche des Geländes entstand zwischen 1362 und 1375 die Pfarrkirche des Ortes.
In der historischen Untergliederung Englands in Hundreds gehörte Etchingham als Teil der Rape von Hastings zu Henhurst. 1952 wurde Teile der Gemarkungen von Etchingham, Salehurst und Ticehurst abgetrennt, aus diesen wurde die neue Gemeinde Hurst Green gebildet.

## Bauwerke
Insgesamt 28 Bauwerke und Anlagen auf dem Gemeindegebiet werden als kulturhistorisch bedeutsam eingestuft. Dies sind die Pfarrkirche St. Nicholas and St. Mary aus dem 14. sowie das Herrenhaus Haremere Hall aus dem 17. Jahrhundert als Listed Building in der höchsten Kategorie I, die übrigen in der Kategorie II. Die Pfarrkirche in Etchingham hat Englands wahrscheinlich älteste Wetterfahne aus Messing, die sich noch auf dem ursprünglichen Ort seit der Erbauung um 1360 befindet.
Auf der Messing-Wetterfahne befindet sich das Familienwappen der „de Etchingham“.

## Verkehrsanbindung

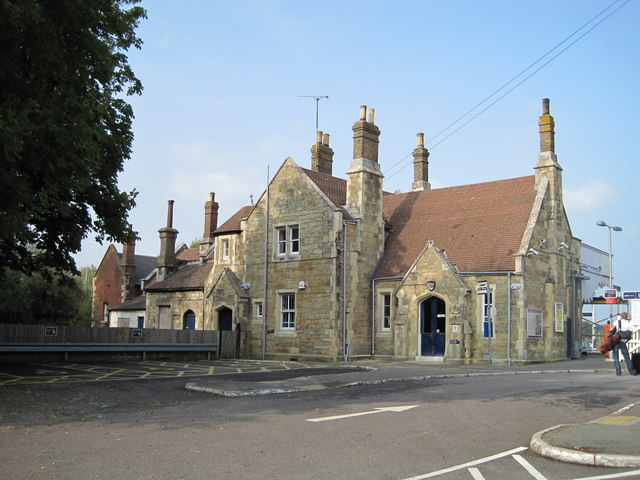
Bahnhofsgebäude von Etchingham

Durch Etchingham führt die A265, die von Heathfield im Westen nach Hurst Green im Osten verläuft und dort jeweils den Anschluss an das weiterführende Straßennetz herstellt.
Etchingham hat an der, in diesem Abschnitt 1851 fertiggestellten Hastings Line einen Bahnhof, das aus dem Folgejahr stammende Bahnhofsgebäude steht unter Denkmalschutz. Auf der von Southeastern betriebenen Strecke verkehren Züge zwischen Hastings im Süden und über Tonbridge zu den Londoner Zentral-Bahnhöfen  London Bridge, Charing Cross und Cannon Street im Norden.

## Sonstiges
Das im Ort lebende Musikerpaar Ashley Hutchings und Shirley Collins gründete Mitte der 1970er-Jahre die Etchingham Steam Band, aus der später die Albion Dance Band hervorging.